# Little Rock (Luisiana)

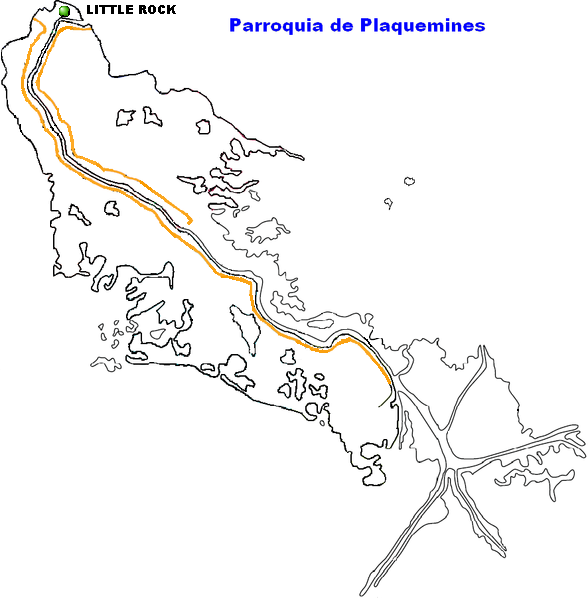
Localización de Little Rock en el mapa de la Parroquia de Plaquemines.

Little Rock es una pequeña localidad histórica ubicada sobre el delta del río Misisipi, dentro de la parroquia de Plaquemines, en el estado de Luisiana, Estados Unidos.

## Geografía
El establecimiento de Little Rock se localiza en las siguientes coordenadas a saber: 29°53′13″N 89°57′22″O / 29.88694, -89.95611. Esta comunidad posee sólo un par metros de elevación sobre el nivel del mar, convirtiéndola una zona proclive a las inundaciones. Su población se compone de menos de una veintena de residentes. Esta comunidad se localiza a catorce kilómetros de Nueva Orleans la principal ciudad de todo el estado, y a 519 kilómetros del aeropuerto internacional más cercano, el (IAH) Houston George Bush Intercontinental Airport.